# Біль (шаховий турнір)
Перший міжнародний шаховий фестиваль Біль відбувся 1968 року, турнір гросмейстерів — починаючи з 1977.
| #  | Рік  | Турнір гросмейстерів                                    | Відкритий турнір майстрів                                                                       |
| -- | ---- | ------------------------------------------------------- | ----------------------------------------------------------------------------------------------- |
| 1  | 1968 |                                                         | Едвін Бгенд (Швейцарія)                                                                         |
| 2  | 1969 |                                                         | Ян Тімман (Нідерланди)                                                                          |
| 3  | 1970 |                                                         | Предраг Остоїч (Югославія)                                                                      |
| 4  | 1971 |                                                         | Станімір Ніколіч (Югославія)                                                                    |
| 5  | 1972 |                                                         | Мілан Вукіч (Югославія)                                                                         |
| 6  | 1973 |                                                         | Мілан Вукіч (Югославія) Янош Флеш (Угорщина)                                                    |
| 7  | 1974 |                                                         | Бела Сус (Румунія)                                                                              |
| 8  | 1975 |                                                         | Мішо Цебало (Югославія) Джон Піготт (Австралія) Давід Парр (Австралія)                          |
| 9  | 1976 | Бент Ларсен (Данія) (Міжзональний)                      | Драгутин Сахович (Югославія) Радован Говедариця (Югославія)                                     |
| 10 | 1977 | Ентоні Майлс (Англія)                                   | Мігель Кінтерос (Аргентина)                                                                     |
| 11 | 1978 |                                                         | Чарльз Партос (Швейцарія)                                                                       |
| 12 | 1979 | Віктор Корчной (Швейцарія)                              | Єгуда Грюнфельд (Ізраїль) Жан Геберт (Канада)                                                   |
| 13 | 1980 | Єгуда Грюнфельд (Ізраїль)                               | Ізраель Зільбер (США) Йосип Рукавина (Югославія) Біт Зугер (Швейцарія) Петер Шірен (Нідерланди) |
| 14 | 1981 | Ерік Лоброн (Німеччина) Властіміл Горт (Чехословаччина) | Натан Бірнбойм (Ізраїль) Ласло Карса (Угорщина) Рон Генлі (США) Едуард Медуна (Чехословаччина)  |
| 15 | 1982 | Джон Нанн (Англія) Флорін Георгіу (Румунія)             | Іван Немет (Югославія)                                                                          |
| 16 | 1983 | Ентоні Майлс (Англія) Джон Нанн (Англія)                | Яан Еслон (Швеція)                                                                              |
| 17 | 1984 | Властіміл Горт (Німеччина) Роберт Гюбнер (Німеччина)    | Карлос Гарсія Палермо (Аргентина)                                                               |
| 18 | 1985 | Рафаель Ваганян (СРСР) (Міжзональний)                   | Яан Роджерс (Австралія) Алон Грінфельд (Ізраїль)                                                |
| 19 | 1986 | Лев Полугаєвський (СРСР) Ерік Лоброн (Німеччина)        | Даніель Кампора (Аргентина)                                                                     |
| 20 | 1987 | Борис Гулько (США)                                      | Лев Гутман (Ізраїль)                                                                            |
| 21 | 1988 | Іван Соколов (Югославія) Борис Гулько (США)             | Геннадій Кузьмін (СРСР)                                                                         |
| 22 | 1989 | Василь Іванчук (СРСР)                                   | Маттіас Вальс (Німеччина)                                                                       |
| 23 | 1990 | Анатолій Карпов (СРСР)                                  | віктор Гавриков (СРСР)                                                                          |
| 24 | 1991 | Олексій Широв (Іспанія)                                 | Зураб Стуруа (СРСР)                                                                             |
| 25 | 1992 | Анатолій Карпов (Росія)                                 | Олександр Шабалов (Латвія)                                                                      |
| 26 | 1993 | Гельфанд Борис Абрамович (Білорусь) (Міжзональний)      | Вадим Мілов (Ізраїль)                                                                           |
| 27 | 1994 | Віктор Гавриков (Швейцарія)                             | Утут Адіанто (Індонезія)                                                                        |
| 28 | 1995 | Дрєєв Олексій Сергійович (Росія)                        | Ігор Глек (Німеччина)                                                                           |
| 29 | 1996 | Анатолій Карпов (Росія)                                 | Зураб Стуруа (Грузія)                                                                           |
| 30 | 1997 | Вішванатан Ананд (Індія)                                | Ільдар Ібрагімов (Росія)                                                                        |
| 31 | 1998 | Младен Палач (Хорватія)                                 | Мілош Павлович (Югославія)                                                                      |
| 32 | 1999 | Єрун Пікет (Нідерланди)                                 | Вадим Мілов (Швейцарія)                                                                         |
| 33 | 2000 | Петро Свідлер (Росія)                                   | Борис Аврух (Ізраїль)                                                                           |
| 34 | 2001 | Віктор Корчний (Швейцарія)                              | Борис Аврух (Ізраїль)                                                                           |
| 35 | 2002 | Ілля Смірін (Ізраїль)                                   | Мілош Павлович (Югославія)                                                                      |
| 36 | 2003 | Олександр Морозевич (Росія)                             | Михайло Улибін (Росія)                                                                          |
| 37 | 2004 | Олександр Морозевич (Росія)                             | Крістіан Бауер (Франція)                                                                        |
| 38 | 2005 | Борис Гельфанд (Ізраїль) Андрій Волокітін (Україна)     | Михайло Кобалія (Росія)                                                                         |
| 39 | 2006 | Олександр Морозевич (Росія)                             | Бартош Соцко (Польща)                                                                           |
| 40 | 2007 | Магнус Карлсен (Норвегія)                               | Михайло Улибін (Росія)                                                                          |
| 41 | 2008 | Євген Алексєєв (Росія)                                  | Володимир Бєлов (Росія)                                                                         |
| 42 | 2009 | Максим Ваш'є-Лаграв (Франція)                           | Борис Грачов (Росія)                                                                            |
| 43 | 2010 | Фабіано Каруана (Італія)                                | Олександр Рязанцев (Росія)                                                                      |
| 44 | 2011 | Магнус Карлсен (Норвегія)                               | Ні Хуа (Китай)                                                                                  |
| 45 | 2012 | Ван Хао (Китай)                                         | Сергій Мовсесян (Вірменія)                                                                      |
| 46 | 2013 | Максим Ваш'є-Лаграв (Франція)                           | Пентала Харікрішна (Індія)                                                                      |
| 47 | 2014 | Максим Ваш'є-Лаграв (Франція)                           | Башкаран Адгібан (Індія)                                                                        |
| 48 | 2015 | Максим Ваш'є-Лаграв (Франція)[3]                        | Еміль Сутовський (Ізраїль)[4]                                                                   |
| 49 | 2016 | Максим Ваш'є-Лаграв (Франція)                           | Семуель Шенкленд (США)                                                                          |
| 50 | 2017 | Хоу Іфань (Китай)                                       | Матеуш Бартель (Польща)                                                                         |
| 51 | 2018 | Шахріяр Мамед'яров (Азербайджан)[5]                     | Вайбхав Сурі (Індія)                                                                            |
| 52 | 2019 | Відіт Сантош Гуджраті (Індія)                           | Амін Табатабаї (Іран)                                                                           |